# Tristichopterus
Tristichopterus is een geslacht van uitgestorven kwastvinnige beenvissen, behorend tot de Sarcopterygii. Het leefde in het Midden-Devoon (Givetien, ongeveer 387 miljoen jaar geleden) en zijn fossiele overblijfselen zijn gevonden in Groot-Brittannië.

## Naamgeving
De typesoort Tristichopterus alatus werd in 1861 door Philip Egerton benoemd, op basis van fossielen door C.W. Peach gevonden in bodems van het Midden-Devoon van de Orkneyeilanden en de Shetlandeilanden in Schotland. De geslachtsnaam betekent 'drierijïge vleugel'. De soortaanduiding betekent 'de gevleugelde'.

## Beschrijving
Tristichopterus was middelgroot en werd meestal niet langer dan dertig centimeter. Hij had een slank en langwerpig lichaam, terwijl het hoofd smal was en de ogen klein; de mondopening was wijd. Er waren twee rugvinnen, beide in een zeer achterwaartse positie; de anaalvin en de buikvinnen waren tegenovergesteld aan de twee dorsalen en waren iets langer en puntig. De borstvinnen waren smal en lang, iets groter. De staartvin was drielobbig en alle drie de lobben waren even lang. Het lichaam van Tristichopterus was bedekt met min of meer ronde schubben, gerangschikt op een manier die vergelijkbaar was met dakpannen.

## Fylogenie
Tristichopterus is het typegeslacht en ook het meest basale onder de leden van de tristichopteriden, een groep sarcopterygische vissen die dicht bij de oorsprong van de tetrapoden liggen. Tot de basale kenmerken van Tristichopterus behoren een enigszins asymmetrische staartvin (maar nog steeds drielobbig zoals de latere vormen zoals Eusthenopteron), het kleine formaat en de stompe snuit; al deze kenmerken maakten het vrij gelijkaardig aan andere, meer archaïsche sarcopterygiden zoals Osteolepis en Gyroptychius. Andere kenmerken waren echter meer afgeleid: het verlies van cosmine op de schubben, een langwerpige autopalatine doorlopend op het entopterygoïde en de aanwezigheid van een drielobbige staart.

## Paleobiologie
Tristichopterus was een actieve vis, die dankzij snelle lichaamsbewegingen op kleine vissen en andere dieren aasde.